# Альфа (1881)
Канонерський човен «Альфа» (грец. α) (колишня Сфактіріа ΙΙ,  грец. Σφακτηρία ΙΙ) головний корабель  з серії 4 канонерських човнів типу «α», які взяли участь у греко-турецькій війні 1897 року і Балканських війнах. Незважаючи на малі розміри, діяльність цих канонерок забезпечила важливі передумови для перемоги грецької армії в Епірі в 1912 році і відзначена грецькими істориками.
Серія кораблів була побудована на верфі SEYNE Франція у період з 1880 по 1881 рік. У цих маленьких канонерок з осадкою до 1.5 м було одне-єдине призначення: операції в мілководній і прикордонній тоді Амбракійській затоці. Їм відводилась роль у планах Грецького королівства по звільненню Епіру від османів.
Спочатку корабель отримав ім'я «Сфактиріа». Був перейменований в канонерку «α» в 1881 році, коли були замовлені канонерки Актіон і Амбракіа.
Канонерка взяла участь у нетривалій греко-турецькій війні 1897 року. Втім свою славу здобула у Першій Балканській війні.

## Балканські війни
З початком війни на Західному фронті Греція мала Епірську «армію», насправді одну дивізію. В Іонічному морі Греція мала флот аналогічного розміру та якості. Це було об'єднання різних вітрильно-парових озброєних плавзасобів поважного віку. Присутність у складі флотилії 4 канонерок типу «α», теж старих, але побудованих спеціально для операцій в Амбракійській затоці, навіть дещо дивує грецьких істориків, які звикли до відсутності у керівників грецької держави довгострокового планування.
Канонерки поклали початок військових дій в Епірі.
В ніч з 4 жовтня на 5  жовтня канонерки «α» і «β» під командуванням капітанів Н. Маккаса і К. Бубуліса, ризикуючи бути негайно потопленими артилерією фортеці Превеза, пройшли під носом у турків вузькою протокою (всього лише в 1/2 милі) в Амбракійську затоку. З цього моменту затока опинилася під грецьким контролем, і канонерки почали надавати істотну допомогу армії  . 5 (18) жовтня 1912 року грецька армія, маючи чисельну перевагу проти турецьких сил (4:1), розпочала похід в Македонію. Вся увага була прикута до македонського фронту, коли з Епіру стали приходити неочікувані новини: Епірська «армія» почала наступ проти супротивника, що мав тут чотирикратну перевагу.
12  жовтня була звільнена Філіппіада, 21 жовтня  було звільнено місто Превеза. При цьому турецький міноносець «Анталія», що знаходився в затоці, але не прийняв бій і сховався від двох грецьких канонерок під захист берегових батарей в Нікополі,  розташованому в 6 км від Превези, був затоплений екіпажем, щоб не потрапити в грецькі руки.

## Наступні роки
Виконавши завдання, для якого вона була побудована, по закінченні Балканських воєн, в 1915 році, стара канонерка була виведена зі складу флоту. У 1921 році канонерка була продана на брухт.